# Chasynskij rajon
Il Chasynskij rajon (in russo Хасынский район?) è un rajon dell'Oblast' di Magadan, nell'Estremo Oriente Russo; il capoluogo è Palatka.

## Centri abitati
- Palatka
- Atka
- Stekol'nyj
- Talaja
- Chasyn
- Splavnaja